# Château Rauzan-Ségla
Le château Rauzan-Ségla, est un domaine viticole situé à Margaux en Gironde. En AOC margaux, il est classé deuxième grand cru dans la classification officielle des vins de Bordeaux de 1855. Comme château Canon, il appartient à la famille Wertheimer.

## Histoire
Le nom d'origine du domaine vient de Pierre Desmezures de Rauzan, qui acquiert en 1661 la maison noble de Gassies. Au milieu du XVIIIe siècle, le domaine se sépare en deux pour devenir Rauzan-Gassies et Rauzan-Ségla. Le nom Ségla est apporté par Catherine, fille de Marie-Anne Briet et de Philippe Simon de Rauzan, elle épousa le baron Pierre Louis de Ségla en 1785. Selon une illustration de l'ouvrage de Gustave de Galard, le château ressemble encore à une chartreuse en 1835.

Illustrations du château Rauzan-Ségla
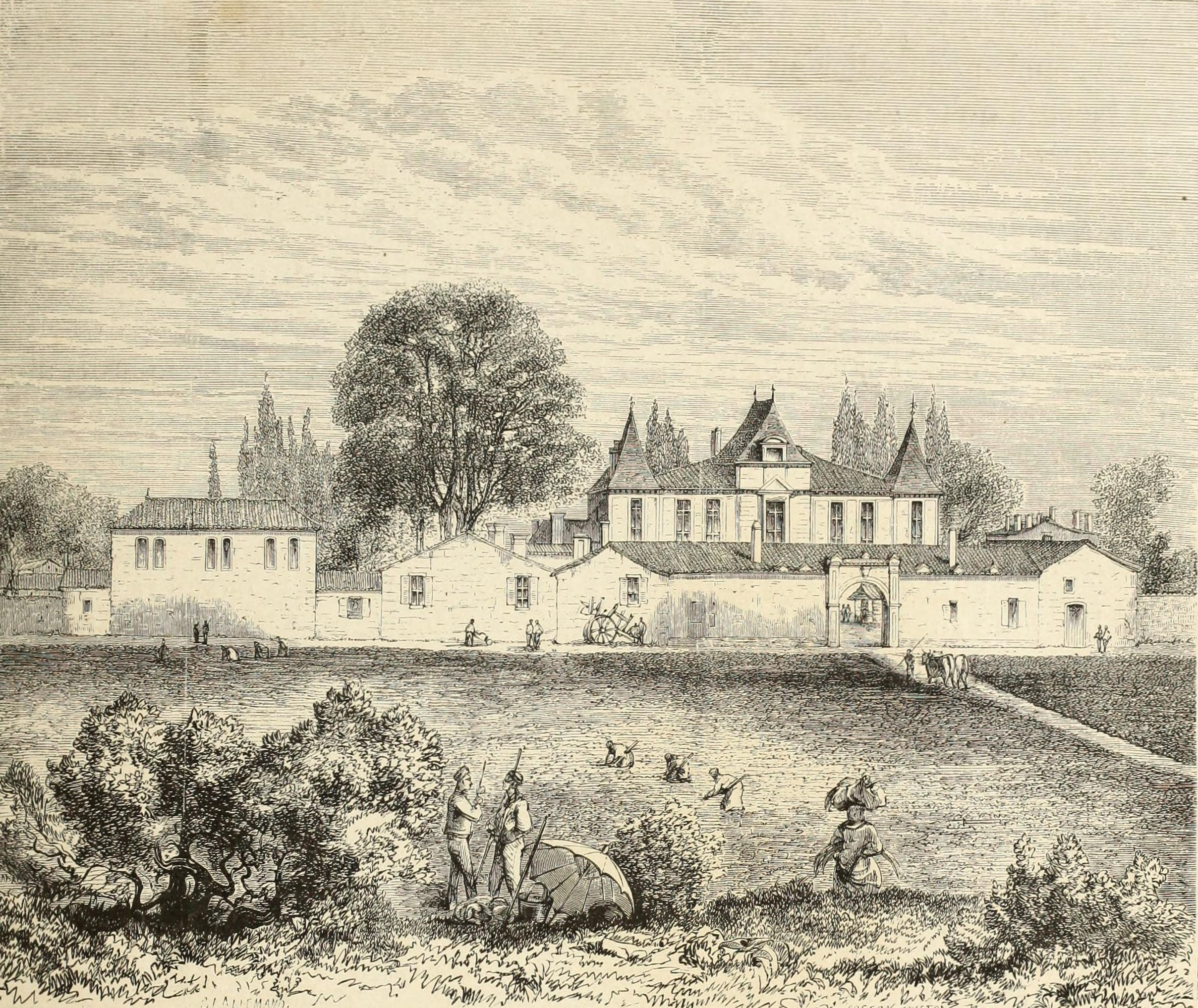
En 1838.
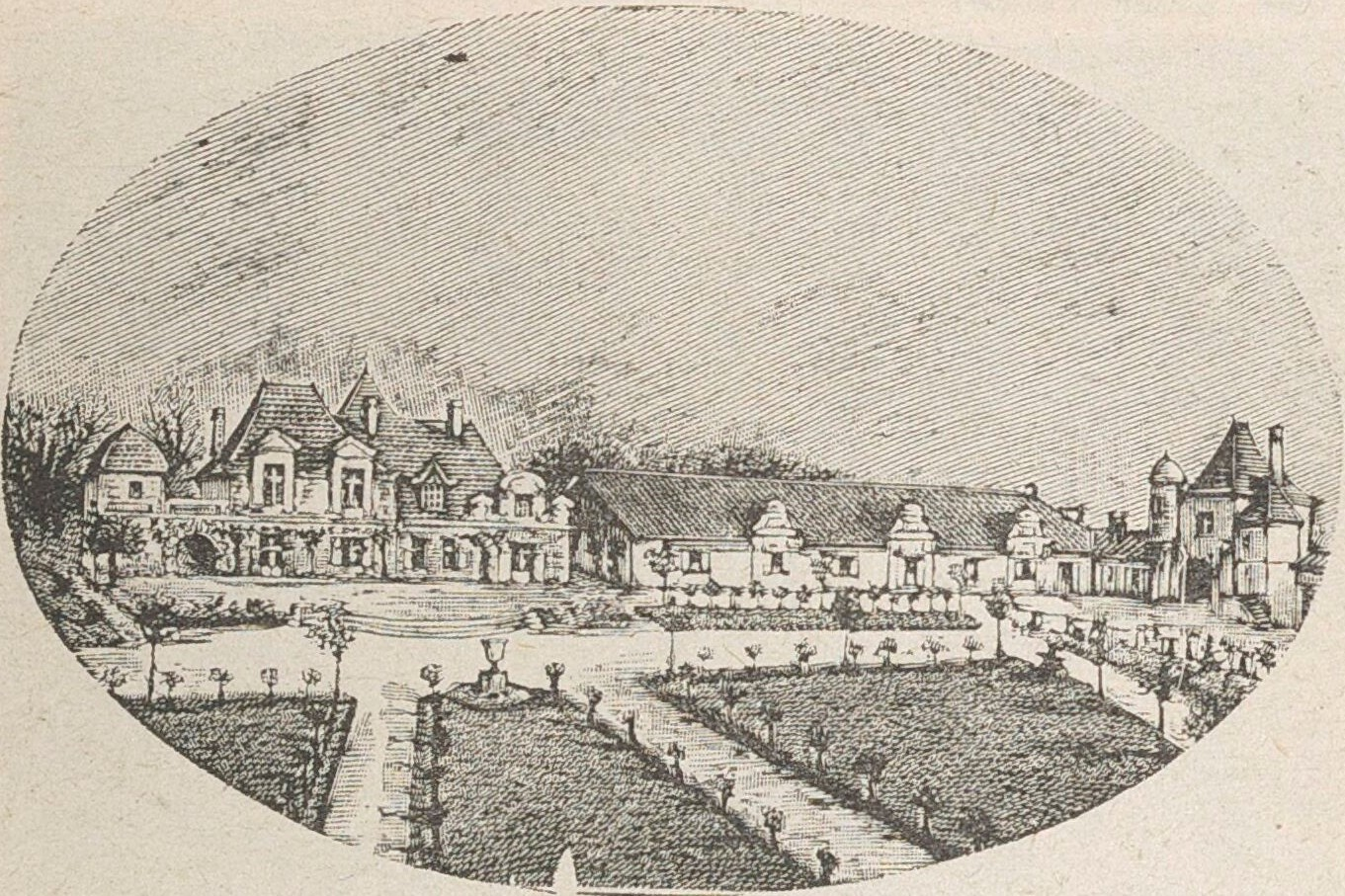
En 1949.

En 1903, Frédéric Cruse prend la direction du domaine, c'est en grande partie à lui qu'on doit le château actuel. Il confie à l'architecte Louis Garros la réalisation de nouveaux bâtiments, entre 1904 et 1905 le château est remis en état, de 1905 à 1906 les bâtiments d'exploitation sont rénovés. Entre 1919 et 1920, une tour observatoire est ajoutée à un hangar par l'architecte Alexandre Garros (fils de Louis Garros).
En 1994, la maison Chanel (famille Wertheimer) devient le propriétaire du domaine,,. En 2011, le château Rauzan-Ségla fête son 350e anniversaire, pour cette occasion le couturier Karl Lagerfeld dessine l'étiquette pour habiller le millésime 2009.

## Terroir
Le vignoble s'étend sur 66 hectares, l'encépagement est classique en cabernet sauvignon (60 %), merlot (35 %), cabernet franc (1,5 %) et petit verdot (3,5 %).
L'âge moyen des vignes est d'environ 35 ans.
Depuis 2010, 4 hectares sont passés en agriculture biologique. La production annuelle avoisine les 230 000 bouteilles dont 110 000 bouteilles en premier vin et 120 000 bouteilles en second vin.
Le terroir est constitué de graves fines et de graves profondes et argileuses ainsi que de sols argilo-calcaires,.

## Vins
Le premier vin est le Château Rauzan-Ségla. Le domaine produit également un second vin, le Ségla.